# 韩锡 (明朝宦官)
韩锡（1476年—1542年），字天庆， 朝鲜人，正德时期的内官监太监。

## 生平
成化十二年（1476年），出生。
成化十九年（1483年），进入宫廷入，送内书堂，跟随翰林院儒臣读书。
弘治四年（1491年），选入内府供用库掌管文书。
弘治十六年（1503年），随侍太子朱厚照。
弘治十八年（1505年），先后担任长随、乾清宫近侍、奉御、御马监右监丞。
正德元年（1506年），晋升御马监佥押文书公事。
正德二年（1507年），转任酒醋麵局佥押文书公事。
正德三年（1508年），授予内官监左监丞。不久，又授予内官监右少监。又一月，授予内官监左少监。
正德年间，晋升内官监太监，赐蟒衣、玉带，允许宫廷内乘马。之后，又署理惜薪司事务。
嘉靖元年（1522年），奉敕令赉赏肃州府。
嘉靖六年（1527年），奉命供职五花宫。
嘉靖十四年（1535年），调康陵神宫监佥押文书公事。6月，晋升长陵神宫监掌印太监。
嘉靖十九年（1540年），转任尚膳监太监佥押文书公事兼提督巡察光禄寺，五天后，又命他去守备山陵。
嘉靖二十一年（1542年），去世，享年67岁，葬在南城弘法禅林。